# Gisela Heim
Gisela Heim (* 1934; † 2009) war eine deutsche Bildhauerin.

## Ausbildung
Von 1960 bis 1967 studierte sie Bildhauerei an der Akademie der Bildenden Künste München bei Anton Hiller und Georg Brenninger. Sie schloss das Studium als Meisterschülerin ab.

## Auszeichnungen und Ehrungen
- Stipendiatin der Studienstiftung des deutschen Volkes
- Silbermedaille bei der II. Biennale in Bordeaux
- 1. Preis Wettbewerb Eingangshalle Gymnasium St. Anna in Augsburg
- Kulturpreis der Stadt Bobingen 2008[1][2]
- Im Jahr 2022 wurde ein Platz in Bobingen nach ihr benannt.[3][4]

## Ausstellungen
- seit 1962 in Bordeaux, Brüssel, Basel, Bourges, Mailand, München, Augsburg, Heilbronn, Fulda, Dachau, Königsbrunn
- mehrmals Teilnahme an der Großen Kunstausstellung im Haus der Kunst in München und bei der Großen Schwäbischen Kunstausstellung[5] in Augsburg
- Ausstellung im Schloss Dachau
- bei der "I. Mostra Internazionale di Arte Sacra per la Casa"
- Ausstellungen mit GEDOK in München, dem Bundesverband Bildender Künstlerinnen und Künstler (BBK)